# Xida
Xida er en eksperimentalfilm instrueret af Sophie B. Hjerl efter eget manuskript.

## Handling
Menneskeægget bader i urhavet - ægget hos kvinden er indkapslet af noget, der har samme saltindhold som urhavet. Da dyrene gik op af vandet tog de noget af havet med i deres kroppe...'Xida' er 2. film i en kvatrofoni over de fire elementer.